# Cystolepiota sistrata
Cystolepiota sistrata is een meercellige schimmel behorende tot de familie van de Agaricaceae. De wetenschappelijke naam is in 1821 voor het eerst gepubliceerd door Elias Magnus Fries als Agaricus sistratus. In 1985 is de soort door Bon & Bellù in het geslacht Cystolepiota geplaatst.

## Verspreiding
Cystolepiota sistrata komt voor in Noord-Amerika, Azië, Europa, Afrika en Australië. De meeste waarnemingen komen uit Europa.